# Roger Tsien
Roger Yonchien Tsien (New York, 1 februari 1952 - Eugene, 24 augustus 2016) was een Chinees-Amerikaans biochemicus. In 2008 ontving hij de Nobelprijs voor de Scheikunde samen met Osamu Shimomura en Martin Chalfie voor hun ontdekking en ontwikkeling van groen fluorescent proteïne (Green Fluorescent Protein, GFP).

## Biografie
Tsien werd geboren in New York als zoon van Hsue-Chu Tsien and Yi-Ying Li. Na de Livingston High School ging hij schei- en natuurkunde studeren aan de Harvard-universiteit. In 1977 promoveerde hij aan de Universiteit van Cambridge. Na zijn promotie bleef hij verbonden aan Cambridge als docent fysiologie.
In 1981 werd hij docent biochemie aan de Universiteit van Californië - Berkeley, vanaf 1985 als hoogleraar. Vier jaar later werd hij hoogleraar farmacologie aan de Universiteit van Californië - San Diego.
Tsien deed onderzoek naar genetisch gemodificeerd groen fluorescent proteïnes. Hij slaagde erin een heel kleurenpalet van deze eiwitten te creëren. Dit stelde cellulaire biologen en neurobiologen in staat om verschillende biologische processen te volgen. Naast de Nobelprijs in 2008 verkreeg Tsien voor zijn werk in 2002 de Dr. A.H. Heinekenprijs voor de biochemie en biofysica van de Koninklijke Nederlandse Akademie van Wetenschappen (KNAW).
- Bibsys: 11084811
- Gemeinsame Normdatei: 1172987521
- International Standard Name Identifier: 0000 0000 5602 2103
- Library of Congress Control Number: n00121012
- Nationale Bibliotheek van Tsjechië: js20081021009
- Nederlandse Thesaurus van Auteursnamen: 262031507
- Système universitaire de documentation: 260422053
- Semantic Scholar: 2822724
- Virtual International Authority File: 40149196292274791017

1901: Van 't Hoff ·
1902: E. Fischer ·
1903: Arrhenius ·
1904: Ramsay ·
1905: Baeyer ·
1906: Moissan ·
1907: Buchner ·
1908: Rutherford ·
1909: Ostwald ·
1910: Wallach ·
1911: Curie ·
1912: Grignard, Sabatier ·
1913: Werner ·
1914: Richards ·
1915: Willstätter ·
1918: Haber ·
1920: Nernst ·
1921: Soddy ·
1922: Aston ·
1923: Pregl ·
1925: Zsigmondy ·
1926: Svedberg ·
1927: Wieland ·
1928: Windaus ·
1929: Harden, Euler-Chelpin ·
1930: H. Fischer · 
1931: Bosch, Bergius ·
1932: Langmuir ·
1934: Urey ·
1935: F. Joliot-Curie, I. Joliot-Curie ·
1936: Debye ·
1937: Haworth, Karrer ·
1938: Kuhn ·
1939: Butenandt, Ružička ·
1943: Hevesy · 
1944: Hahn ·
1945: Virtanen ·
1946: Sumner, Northrop, Stanley ·
1947: Robinson · 
1948: Tiselius · 
1949: Giauque ·
1950: Diels, Alder ·
1951: McMillan, Seaborg ·
1952: Martin, Synge ·
1953: Staudinger ·
1954: Pauling ·
1955: Vigneaud ·
1956: Hinshelwood, Semjonov ·
1957: Todd ·
1958: Sanger ·
1959: Heyrovský ·
1960: Libby ·
1961: Calvin ·
1962: Perutz, Kendrew ·
1963: Ziegler, Natta ·
1964: Hodgkin ·
1965: Woodward ·
1966: Mulliken ·
1967: Eigen, Norrish, Porter ·
1968: Onsager ·
1969: Barton, Hassel ·
1970: Leloir ·
1971: Herzberg ·
1972: Anfinsen, Moore, Stein · 
1973: E.O. Fischer, Wilkinson · 
1974: Flory ·
1975: Cornforth, Prelog ·
1976: Lipscomb ·
1977: Prigogine · 
1978: Mitchell ·
1979: Brown, Wittig ·
1980: Berg, Gilbert, Sanger ·
1981: Fukui, Hoffmann ·
1982: Klug ·
1983: Taube ·
1984: Merrifield ·
1985: Hauptman, Karle ·
1986: Herschbach, Lee, Polanyi ·
1987: Cram, Lehn, Pedersen ·
1988: Deisenhofer, Huber, Michel ·
1989: Altman, Cech ·
1990: Corey ·
1991: Ernst ·
1992: Marcus ·
1993: Mullis, Smith ·
1994: Olah ·
1995: Crutzen, Molina, Rowland ·
1996: Curl, Kroto, Smalley ·
1997: Boyer, Walker, Skou ·
1998: Kohn, Pople ·
1999: Zewail ·
2000: Heeger, MacDiarmid, Shirakawa ·
2001: Knowles, Noyori, Sharpless ·
2002: Fenn, Tanaka, Wüthrich ·
2003: Agre, MacKinnon ·
2004: Ciechanover, Hershko, Rose ·
2005: Grubbs, Schrock, Chauvin ·
2006: Kornberg ·
2007: Ertl ·
2008: Shimomura, Chalfie, Tsien ·
2009: Steitz, Yonath, Ramakrishnan ·
2010: Heck, Negishi, Suzuki ·
2011: Shechtman ·
2012: Kobilka, Lefkowitz ·
2013: Karplus, Levitt, Warshel ·
2014: Betzig, Hell, Moerner ·
2015: Lindahl, Modrich, Sancar ·
2016: Sauvage, Stoddart, Feringa ·
2017: Dubochet, Frank, Henderson · 
2018: Arnold, Winter, Smith ·   
2019: Goodenough, Whittingham, Yoshino ·
2020: Charpentier, Doudna ·
2021: List, MacMillan ·
2022: Bertozzi, Meldal, Sharpless ·
2023: Bawendi, Brus, Jekimov ·
2024: Baker, Hassabis, Jumper